# Iancu Jianu (gmina)
Iancu Jianu – gmina w Rumunii, w okręgu Aluta. Obejmuje miejscowości Dobriceni, Iancu Jianu i Preotești. W 2011 roku liczyła 4118 mieszkańców.